# 薄葉灰木
薄葉灰木（学名：Symplocos eriostroma）为灰木科灰木屬下的一个种。

## 扩展阅读
- 維基物種上的相關：薄葉灰木